# Involucropyrenium terrigenum
Involucropyrenium terrigenum är en lavart som först beskrevs av Georg Hermann Zschacke och som fick sitt nu gällande namn av Breuss. 
Involucropyrenium terrigenum ingår i släktet Involucropyrenium och familjen Verrucariaceae. Inga underarter finns listade i Catalogue of Life.